# Serie B d'Eccellenza (pallacanestro femminile)
La Serie B d'Eccellenza è stato il terzo livello del Campionato italiano di pallacanestro femminile. Nel 2010-2011 è stata avviata la riforma che ha portato alla fusione della B d'Eccellenza con la B regionale, decretando la scomparsa di questo campionato sin dalla stagione 2011-2012 e introducendo il nuovo campionato di Serie A3 dalla stagione 2012-2013.

## Storia
È stata istituita nel 2003, dallo sdoppiamento della Serie B in B d'Eccellenza e B regionale. Le squadre vincitrici dei play-off erano promosse in Serie A2, mentre le squadre che perdevano i play-out retrocedevano in Serie B regionale.
Dal 2005 al 2007 era divisa in quattro gironi su base regionale con 14 squadre ciascuno. Mentre nel 2006 quattro squadre furono promosse, al termine della stagione 2006-07 una sola squadra è stata ammessa in A2, a cui si è aggiunta un'altra società ripescata. a Nel 2007-08, l'intera formula è stata rivoluzionata. Le squadre, aumentate a 64, sono divise in quattro conference, a loro volta divisi in due gironi ciascuno, sempre su base regionale.

## Albo d'oro
| Stagione | Promozioni                                                                                  | Note |
| -------- | ------------------------------------------------------------------------------------------- | ---- |
| 2003-04  | Basket Carugate, Interclub Muggia, Giants Marghera e Basket Alcamo                          |      |
| 2004-05  | Cestistica Ragusa, Pallacanestro Torino, Basket Treviso e Fratta Umbertide                  |      |
| 2005-06  | Basket Team Crema, Basket Club Valtarese 2000, Ancona Basket e Meyana Mesagne               |      |
| 2006-07  | Pallacanestro CUS Chieti e Florence Basket                                                  |      |
| 2007-08  | Basket Biassono, A.S.D. San Martino di Lupari, Le Mura Lucca e Vis Fortitudo Pomezia        |      |
| 2008-09  | Sanga Milano, Basket Club Valtarese 2000, Cestistica Azzurra Orvieto e Virtus Eirene Ragusa |      |
| 2009-10  | Pallacanestro Vigarano e Minibasket Battipaglia                                             |      |
| 2010-11  | Pallacanestro Femminile Biella, Pallacanestro Interclub e Nuova Pallacanestro Battipaglia   |      |